# Decapauropus ashworthi
Decapauropus ashworthi är en mångfotingart som beskrevs av Bagnall 1935. Decapauropus ashworthi ingår i släktet Decapauropus och familjen fåfotingar. Inga underarter finns listade i Catalogue of Life.